# Silja Line

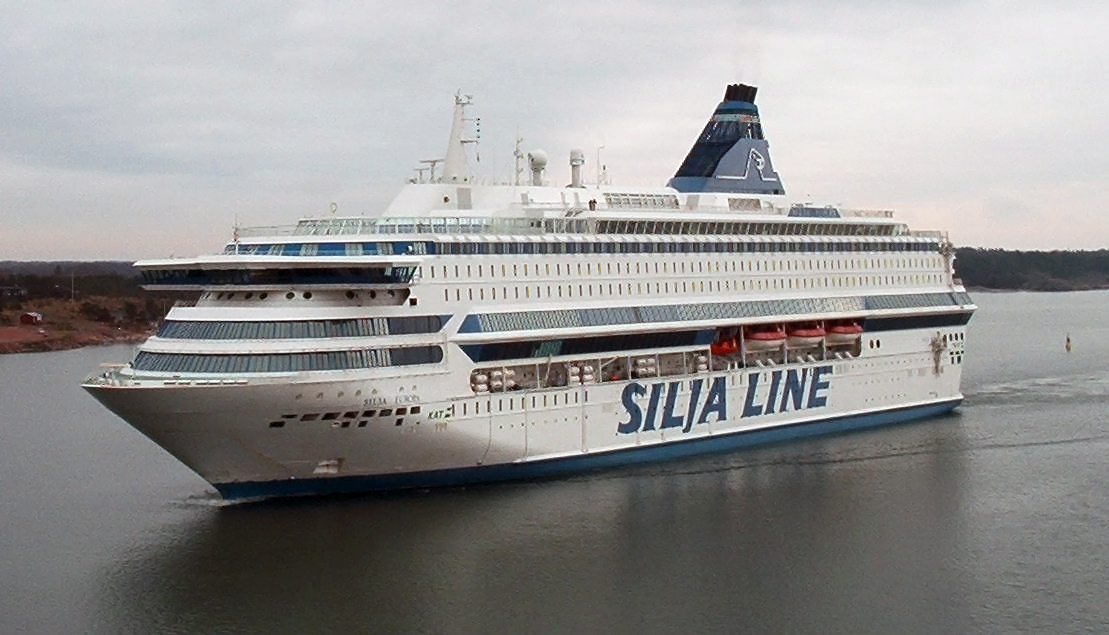
Die Silja Europa bei Mariehamn, 2005

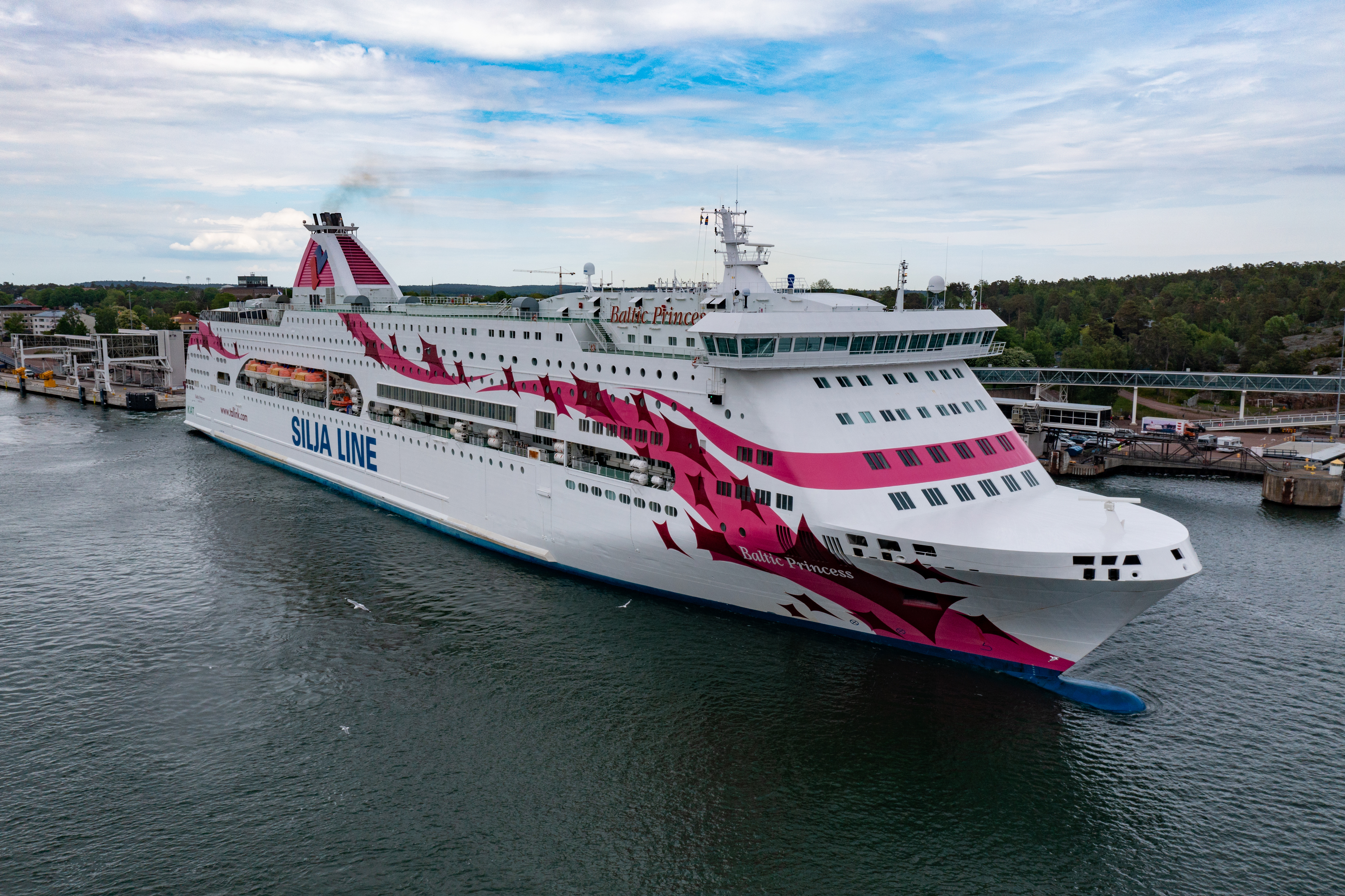
Baltic Princess 2022 in Mariehamn

Silja Line ist einer der Markennamen für die Passagier- und Frachtdienstleistungen der zur Tallink Grupp (Sitz Tallinn, Estland) gehörenden Reederei Tallink Silja Oy mit Sitz in Espoo, Finnland. Diese ging aus der am 19. Juli 2006 zu 100 % von der estnischen Tallink-Gruppe übernommen Silja Oy AB hervor. Silja Line betreibt derzeit eine Flotte von vier Schiffen, die Tochtergesellschaft SeaWind Line ein weiteres Schiff.

## Geschichte
Die heutige Tallink Silja Oy wurde 1883 als Finska Ångfartygs Ab - Suomen Höyrylaiva Oy - kurz FÅA/SHO (Finnische Dampfschiff-AG) gegründet. Diese gründete 1957 zusammen mit den Kooperationspartnern Stockholms Rederi Ab Svea und Ångfartygs Ab Bore, Turku die Reederei Siljarederiet - Siljavarustamo für den stetig zunehmenden Autofährverkehr. Diese setzte ab 1961 mit der in Helsinki bei Wärtsilä gebauten Skandia das erste für diesen Zweck in Finnland gebaute Autofährschiff ein. 1972 wurde aus der Reederei Silja die Marketinggesellschaft Silja Line und Eigentum und Bereederung der Silja-eigenen Schiffe ging auf die drei Muttergesellschaften Bore, Svea und SHO/FÅA über. 1992 übernahm die Silja Line wieder die komplette Bereederung der unter ihrem Logo fahrenden Flotte von der Muttergesellschaft EffJohn (heutige Silja Oy AB). 2003 wurden Muttergesellschaft Silja Oy AB und die Tochtergesellschaft Silja Line Oy fusioniert. Mit der 1988 gegründeten SeaWind Line betreibt das Unternehmen eine auf Fracht- und einfachen Beförderungsverkehr spezialisierte Tochtergesellschaft. 1999 kaufte die britische Sea Containers Ltd. die Mehrheit der Silja Line und besaß ab 2002 sämtliche Anteile. Am 12. Juni 2006 wurde der Verkauf der Silja Line für 450 Millionen Euro und fünf Millionen Aktien an die estnische AS Tallink Group bekannt gegeben. Nach den erforderlichen Genehmigungen der zuständigen Wettbewerbsbehörden Finnlands, Schwedens und Estlands wurde Silja Oy AB am 19. Juli 2006 an Tallink verkauft. Damit reduziert sich die Flotte von 11 auf sechs Fähren, da mehrere Fähren im Besitz des Vorbesitzers Sea Containers verblieben.
Zum 1. Dezember 2006 fusionierten die finnischen Tochtergesellschaften von Tallink (Tallink Finland Oy, Silja Oy AB und Superfast Finland) unter dem Dach von Silja Oy AB, die zum 1. Dezember den Namen in Tallink Silja Oy änderte. Das Unternehmen blieb weiterhin in Keilaniemi/Kägeludden in Espoo/Esbo bei Helsinki ansässig. Die schwedischen Tochtergesellschaften wurden unter dem Namen Tallink Silja AB, Stockholm zusammengefasst.

## Unternehmensdaten
Das Unternehmen transportierte im Jahr 2003 mit 3558 Beschäftigten insgesamt 5,4 Millionen Passagiere, der Marktanteil auf den populären Verbindungen zwischen Finnland und Schweden betrug 57 % (24 % auf dem schnell wachsenden Markt zwischen Helsinki und Tallinn). Im Frachtbereich hat Silja 35 % Anteil zwischen Finnland und Schweden und 25 % zwischen Finnland und Estland. Der Jahresumsatz betrug 517 Millionen Euro (2003).
Im Jahr 2017 beförderte Tallink Silja 9.755.720 Passagiere (2016: 9.457.522) und 364.296 Gütertransporteinheiten (2016: 328.190).
Die größten Wettbewerber sind im Schweden-Finnland-Verkehr die Viking Line, Finnlink sowie die Eckeröline.

## Strecken und Flotte

### Routen und eingesetzte Schiffe
| Schiff          | Schiffstyp | Baujahr | Im Dienst bei Silja Line | Vermessung | Passagiere | Geschwindigkeit in knoten | Route                                 | Flagge   | Bild |
| --------------- | ---------- | ------- | ------------------------ | ---------- | ---------- | ------------------------- | ------------------------------------- | -------- | ---- |
| Silja Serenade  | Fähre      | 1990    | seit 1990                | 58.376 BRZ | 2.852      | 23,0                      | Helsinki – Mariehamn – Stockholm      | Finnland |      |
| Silja Symphony  | Fähre      | 1991    | seit 1991                | 58.376 BRZ | 2.852      | 23,0                      | Helsinki – Mariehamn – Stockholm      | Schweden |      |
| Baltic Princess | Fähre      | 2008    | seit 2013                | 48.915 BRZ | 2.800      | 24,5                      | Turku – Mariehamn/Långnäs – Stockholm | Finnland |      |
| MyStar          | Fähre      | 2021    | seit 2022                | 50.629 BRZ | 2.800      | 27                        | Tallin – Helsinki                     | Estland  |      |

### Ehemalige Schiffe
| Schiff                                      | Baujahr | Im Dienst bei Silja Line      | Vermessung | Status                                                                       |
| ------------------------------------------- | ------- | ----------------------------- | ---------- | ---------------------------------------------------------------------------- |
| Birger Jarl Bore Nord                       | 1953    | 1970–1973 1973–1977           | 3 236 GT   |                                                                              |
| Bore                                        | 1960    | 1970–1976                     | 3 492 GT   |                                                                              |
| Bore I Skandia                              | 1973    | 1973–1980 1980–1983           | 8 528 GT   | 2021 in Alang verschrottet.                                                  |
| Svea Corona                                 | 1975    | 1975–1984                     | 12 348 GT  | 1995 in Aliağa verschrottet.                                                 |
| Wellamo Svea Corona                         | 1974    | 1975–1981 1984–1985           | 12 348 GT  | 2017 vor Vietnam gekentert                                                   |
| Bore Star Silja Star Wasa Queen             | 1975    | 1976–1980 1980–1986 1992–2000 | 12 348 GT  | 2013 in Alang verschrottet.                                                  |
| Finlandia                                   | 1981    | 1981–1990                     | 25 905 GT  |                                                                              |
| Silvia Regina                               | 1981    | 1981–1991                     | 25 905 GT  |                                                                              |
| Silja Karneval                              | 1985    | 1985–1994                     | 33 829 GT  |                                                                              |
| Finnjet                                     | 1977    | 1987–2006                     | 32 490 GT  | 2008 in Alang verschrottet.                                                  |
| Silja Star                                  | 1980    | 1980–1990                     | 15 598 GT  | Sie sank 1994 unter dem Namen Estonia.                                       |
| Silja Scandinavia                           | 1992    | 1994–1997                     | 35 285 GT  |                                                                              |
| Stena Invicta (vermarktet als Wasa Jubilee) | 1985    | 1998 (charter)                | 19 763 GT  |                                                                              |
| SuperSeaCat Four                            | 1999    | 2000–2006 (nur im Sommer)     | 4 465 GT   |                                                                              |
| SuperSeaCat Three                           | 1999    | 2003–2006 (nur im Sommer)     | 4 465 GT   |                                                                              |
| SuperSeaCat One                             | 1997    | 2004–2005 (nur im Sommer)     | 4 662 GT   |                                                                              |
| Silja Opera                                 | 1992    | 2002–2006                     | 25 611 GT  | 2025 in Alang verschrottet.                                                  |
| Silja Festival                              | 1986    | 1986–2008                     | 34 414 GT  | Seit 2015 als Mega Andrea für Corsica Ferries – Sardinia Ferries im Einsatz. |
| Silja Europa                                | 1993    | 1993–2013                     | 59 914 GT  |                                                                              |
| Galaxy                                      | 2006    | 2008–2022                     | 48 915 GT  | Seit September 2022 als Flüchtlingsunterkunft in den Niederlanden genutzt.   |

### Ehemalige Seawind-Line-Fähren
- Sea Wind, ab 1989, Stockholm – Turku (wird seit 2010 unter der Marke Tallink betrieben)
- Star Wind, 1999–2005 (ex Rostock)
- Sky Wind, 2002–2007 (im August 2007 an Unity Line verkauft, dort Wolin)